# Alibi (1955)
Alibi ist ein deutscher Kriminalfilm des Regisseurs Alfred Weidenmann. Der Schwarzweißfilm nach einem Drehbuch von Herbert Reinecker wurde von Friedrich A. Mainz produziert und im Herbst 1955 in Hamburg und West-Berlin gedreht. In Österreich lief der Film auch unter dem Verleihtitel Kein Alibi. Die Hauptrollen sind mit O. E. Hasse, Martin Held, Hardy Krüger und Eva-Ingeborg Scholz besetzt.

## Handlung
Als Chefreporter des EXPRESS berichtet Peter Hansen von den Brennpunkten, die die Welt bewegen. Gerade entwickelt er eine Serie zu den sensationellen Atomwaffentests der Amerikaner. Auch der Lokalreporter Roland ist in heller Aufregung. Die Frau des bekannten Wissenschaftlers Dr. Overbeck wurde ermordet. Roland hat die Verhaftung des mutmaßlichen Täters selbst miterlebt. Aber Chefredakteur Hansen, der für lokale Ereignisse wenig übrig hat, gibt ihm dafür nur zehn Zeilen. Schon kurze Zeit später ist Hansen abermals unterwegs, auf der Suche nach neuen Sensationen.
Als Hansen nach Monaten nach Hamburg zurückkehrt, findet er in seiner Post eine gerichtliche Vorladung als Geschworener im Mordprozess Overbeck. Angeklagt ist Harald Meinhardt. Der junge Mann war der Geliebte der wohlhabenden Frau. Als Gelegenheitsarbeiter und elternloser Flüchtling glaubte er wohl, in Frau Overbeck die Liebe seines Lebens gefunden zu haben. Ihr Mann, der Wissenschaftler Dr. Overbeck, hat von dem Verhältnis erfahren. Nach einer Auseinandersetzung mit Meinhardt und einer letzten Unterredung zwischen dem Liebespaar wurde Frau Overbeck ermordet aufgefunden. Der Indizienbeweis gegen Meinhardt scheint eindeutig. Obwohl er die Tat leugnet, wird er zu zehn Jahren Zuchthaus verurteilt.
Hansen, der inzwischen seine Arbeit als Sensationsreporter hinterfragt, hat als einziger Geschworener gegen das Urteil gestimmt. Er glaubt an die Unschuld Meinhardts und beginnt sogar, eigene Untersuchen anzustellen. Als er sich offen für ein Wiederaufnahmeverfahren einsetzt und auch darüber berichtet, gerät er in Konflikt mit seinem Verlag. Hansen findet aber weitere Beweise und kann im EXPRESS eine Pressekampagne starten, die zur Auffindung des tatsächlichen Mörders führt: Dr. Overbeck. Für Harald Meinhardt öffnen sich die Tore des Zuchthauses.

## Entstehungsgeschichte

### Vorgeschichte
Der Regisseur Alfred Weidenmann hatte 1954 in Zusammenarbeit mit dem Produzenten Friedrich A. Mainz und dem Drehbuchautor Herbert Reinecker den erfolgreichen Film Canaris realisiert. Nach diesem im Zweiten Weltkrieg spielenden Spionagefilm hatten Weidenmann und Reinecker nunmehr die Idee, einen Film zu verwirklichen, der sich aktuellen Zeitfragen widmet. Das Drehbuch fand abermals den Gefallen von Friedrich A. Mainz, der schließlich einen bis in kleine Nebenrollen erstklassig besetzten Kriminalfilm plante, der sich mit internationalen Produktionen messen konnte.

### Produktion
Sowohl bei der Wahl der Hauptdarsteller als auch beim technischen Stab griff man auf ein Team zurück, mit dem der Regisseur bereits erfolgreich zusammengearbeitet hatte. Neben O. E. Hasse und Martin Held aus Canaris war dies insbesondere Hardy Krüger, der 1943 für Weidenmanns NS-Film Junge Adler entdeckt wurde und seitdem in mehreren Filmen des Regisseurs mitgewirkt hatte.
Die Dreharbeiten fanden im Herbst 1955 in Hamburg und West-Berlin statt. Produziert wurde der Film von Fama-Film Die Atelieraufnahmen drehte man in den Ufa-Filmstudios in Berlin-Tempelhof. Für das Szenenbild waren die Filmarchitekten Rolf Zehetbauer und Albrecht Hennings verantwortlich. Als Chef-Kameramann verpflichtete man Helmuth Ashley und als Schnittmeister Carl Otto Bartning. Produktionsleiter war Helmut Ungerland.
Noch vor Fertigstellung des Films wurde ein Ministerialrat namens Sauer auf Reineckers Drehbuch aufmerksam und sah darin eine Verächtlichmachung der Justiz. Der Beamte forderte den damaligen Bundesminister für Justiz Fritz Neumayer sogar dazu auf, die Produktionskredite zu sperren. Der Produzent Friedrich A. Mainz erfuhr erst über Umwege von dem letztlich gescheiterten Bemühungen, die Produktion des Films zu stoppen. Die entsprechende Berichterstattung über den Vorfall, unter anderem in der Zeitschrift Neue Illustrierte, sorgte stattdessen für einen ungewollten Werbeeffekt.

### Filmmusik
Die Filmmusik wurde von Hans-Martin Majewski komponiert. Ein Auszug des Soundtracks (Titelmusik/Reeperbahnfahrt/Szenenmusik) ist im Jahr 2003 auf CD erschienen.

### Veröffentlichung
Die FSK gab den Film ab 16 Jahren frei. Am 30. Dezember 1955 erfolgte die Uraufführung im Theater am Aegi in Hannover. Die erste Ausstrahlung im Fernsehen erfolgte am 6. März 1971 im ZDF. Am 4. April 2008 ist der Film bei Kinowelt Home Entertainment auf DVD erschienen.
Veröffentlicht wurde der Film außerdem im Februar 1956 in Österreich unter dem Titel Kein Alibi, im April 1956 in Belgien, im Oktober 1956 in Dänemark und im November 1956 in den Niederlanden. In Finnland war er erstmals im März 1957 verfügbar und in Argentinien im September 1961. Veröffentlicht wurde der Film zudem in Frankreich, in der Sowjetunion, in Spanien und im serbischen Teil von Jugoslawien.

## Rezeption

### Kritik
Erika Müller lobte in der Zeit: „Der Regisseur Weidenmann bringt es immer wieder fertig, in dem oft vorgezeichneten Ablauf des Kriminalstücks Schablonen zu meiden und statt des üblichen immer wieder das Unerwartete eintreten zu lassen. […] Halb nervenkitzelnde Kolportage – halb rechtschaffene Betulichkeit: das gibt nichts Vollkommenes, aber immerhin einen der am sorgsamsten und einfallsreichsten gemachten Unterhaltungsfilme, die jährlich von Millionen gesehen werden, ohne nachhaltigen Eindruck zu machen.“
Die Kritik im Spiegel vom 18. Januar 1956 fiel weniger positiv aus. Dort wurde festgestellt: „Die zweite Arbeit des ambitionierten ‚Canaris‘-Teams: Drehbuchautor Herbert Reinecker, Regisseur Alfred Weidenmann, Hauptdarsteller O. E. Hasse, Martin Held. Nach dem uniformgesättigten Abwehrstoff jetzt der Griff nach einem ‚Problem von heute‘: der ‚tödlichen Gleichgültigkeit gegenüber dem Menschen nebenan‘, demonstriert an dem Chefreporter eines Sensationsblattes. Die Idee wird vom Drehbuch im zweiten Teil des Films mehr und mehr verschleppt, das ‚heiße Eisen‘ (‚Darf man auf Grund von Indizien verurteilen?‘) durch pflegliche Regiebehandlung abgekühlt. Weidenmann befreite Schauspieler von der Routinepolitur, polierte aber den dramatischen Stoff allzusehr auf ‚höhere Unterhaltung‘.“
Die Redaktion des Lexikon des internationalen Films wiederum war angetan von dem Film und schrieb: „Sorgfältige Gestaltung und hervorragende Darsteller in einem recht spannenden Kriminalfilm mit sozialem Engagement.“
Im Kinotagebuch war zu lesen: „Alles in allem gelingt Reinecker (der mit ‚Alibi‘ wohl auch über eigene schuldhafte Verfehlungen und ihre Beurteilung sinniert) eine clevere Mischung aus Whodunit, Gerichtsfilm und Gewissensdrama, die von Alfred Weidenmann mit visuellen Noir-Anklängen stringent in Szene gesetzt wird.“

### Auszeichnungen
- Prädikat besonders wertvoll der FBL
- Deutscher Filmpreis 1956
- Filmband in Silber in der Kategorie „Überdurchschnittlicher abendfüllender Spielfilm“[10]
- Von der Evangelischen Filmgilde wurde der Film als „bester Film des Monats“ (Januar 1956) empfohlen.

## Medien
DVD
- Alibi. Universum Film GmbH. 2008. EAN 4006680041339
- Alibi Filmjuwelen. 26. Oktober 2018.[11]

Soundtrack
- Alibi Tonträger mit der Filmmusik soundtrackcollector